# Hans Bruyninckx

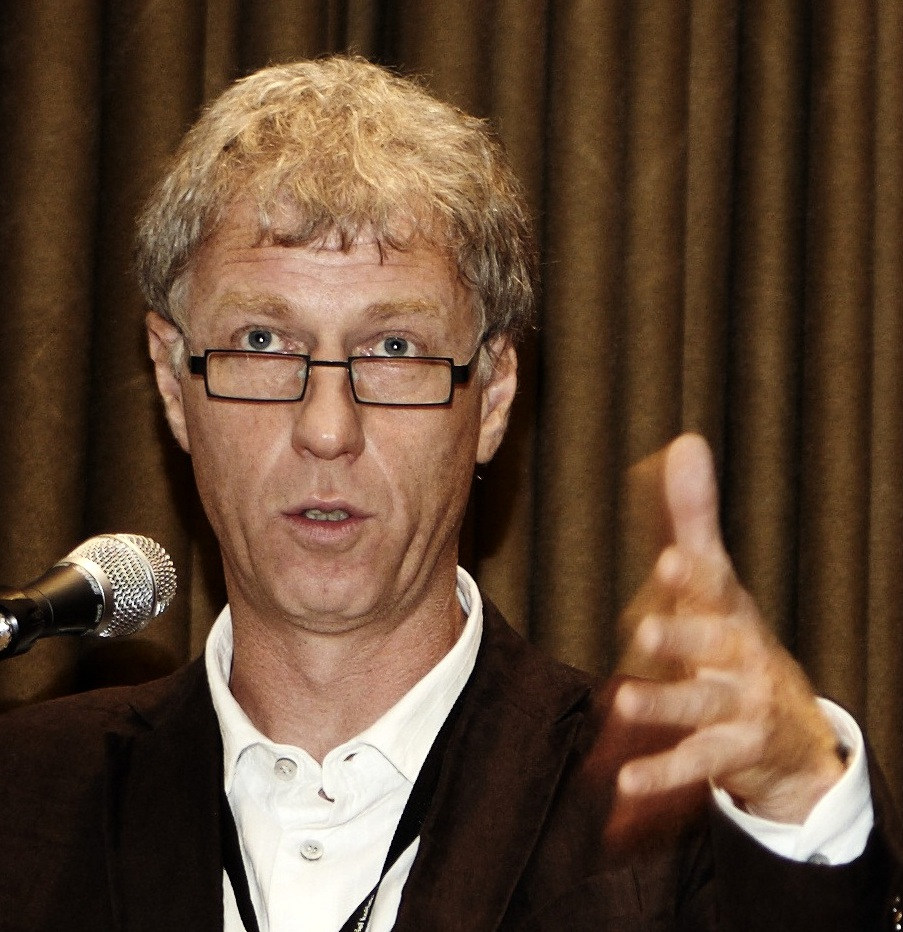
Hans Bruyninckx in 2011

Hans Emiel Aloysius Bruyninckx (Schoten, 20 maart 1964) is een Belgisch politicoloog en is hoogleraar internationale relaties en internationale milieubeleid. Sedert juni 2013 is hij de directeur van het Europees Milieuagentschap.

## Loopbaan
Zijn studies politieke wetenschappen (specialisatie internationale betrekkingen) begon hij aan de Ufsia en de Katholieke Universiteit Leuven. Vervolgens behaalde hij een aanvullend diploma ontwikkelingswetenschappen aan de Université catholique de Louvain. Hij doctoreerde aan het Amerikaanse Colorado State University in het kader van de internationale milieupolitiek. Nadien doceerde hij ook aan verscheidene andere universiteiten in de Verenigde Staten en Europa, waaronder aan Wageningen University in Nederland.
Als hoogleraar aan de Katholieke Universiteit Leuven maakt hij deel uit van het Instituut voor Internationaal en Europees beleid binnen de Faculteit Sociale Wetenschappen. Hij doceerde vakken met betrekking tot de internationale milieupolitiek en duurzame ontwikkeling. Zijn academische expertise ligt vooral binnen het domein van het internationale milieubeleid. De academische interesses van Hans Bruyninckx liggen dan ook voornamelijk bij de invloed van verscheidene globaliseringsprocessen op de global governance van milieuproblematiek en duurzame ontwikkeling. Daarnaast is hij ook voorzitter van het permanent onderwijscomité voor politieke wetenschappen binnen zijn faculteit en maakt deel uit van het interdisciplinair onderzoekscentrum Leuven Centre for Global Governance Studies. Hij is ook coördinator van het Steunpunt Duurzame Ontwikkeling, een samenwerkingsverband tussen de Katholieke Universiteit Leuven, de Universiteit Gent en de Vrije Universiteit Brussel. Van 1 september 2010 tot 2013 was Bruyninckx algemeen directeur van het HIVA, het onderzoeksinstituut voor arbeid en samenleving verbonden aan de Leuvense universiteit en het ACW. Hij volgde er Patrick Develtere op.
Bruyninckx was tevens voorzitter van de overkoepelende milieuorganisatie Bond Beter Leefmilieu. Als expert innovatie en energie is hij tevens lid van de Raad van Wijzen van Vlaanderen in Actie.
In december 2012 werd hij benoemd tot directeur van het Europees Milieuagentschap. Hij bekleedt deze functie sinds juni 2013 voor een termijn van vijf jaar.